# Josh Sitton
Josh Sitton (Jacksonville, 16 giugno 1986) è un giocatore di football americano statunitense che milita nel ruolo di guardia per i Miami Dolphins della National Football League (NFL). Fu scelto nel corso del quarto giro (135º assoluto) del Draft NFL 2008 dai Green Bay Packers. Al college ha giocato a football a Central Florida.

## Carriera professionistica

### Green Bay Packers
Sitton fu scelto nel corso del quarto giro del Draft 2008 dai Green Bay Packers. Nella sua stagione da rookie, Sitton giocò undici partite, due delle quali come titolare: la prima nella settimana 9 in trasferta contro i Tennessee Titans a causa dell'infortunio del tackle titolare Chad Clifton, mentre la seconda nell'ultima gara della stagione regolare.
A partire dal suo secondo anno come professionista, Sitton divenne stabilmente la guardia titolare dell'attacco di Green Bay, unico giocatore a non saltare un singolo snap nelle stagioni 2009 e 2010. A seguito di quest'ultima annata, Josh vinse il premio di miglior giocatore della linea offensiva, assegnato dall'associazione NFL Alumni.

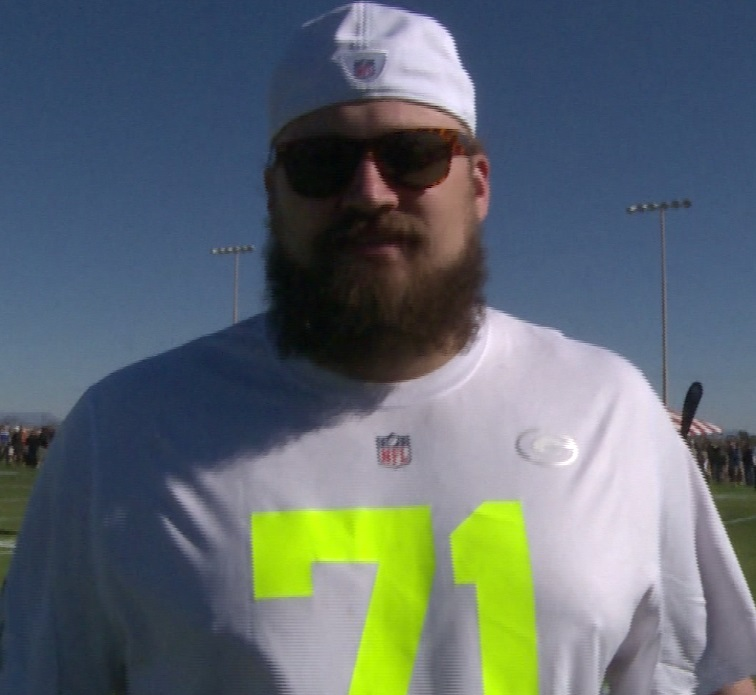
Sitton nel Pro Bowl 2015.

Il 6 febbraio 2011, Sitton disputò come guardia titolare il Super Bowl XLV, vinto 31-25 sui Pittsburgh Steelers, laureandosi per la prima volta campione NFL.
Il 2 settembre 2011, i Packers firmarono con Sitton un prolungamento contrattuale quinquennale. Nella stagione 2011, il giocatore disputò 14 partite, tutte come titolare. I Packers chiusero con il miglior record della lega, 15-1, ma non riuscirono a bissare il titolo dell'anno precedente a causa dell'eliminazione nel divisional round dei playoff per mano dei New York Giants.
Il 21 gennaio 2013 fu convocato per il suo primo Pro Bowl in sostituzione di Joe Staley impegnato coi San Francisco 49ers nel Super Bowl XLVII.
Nel 2013, Sitton disputò per la seconda stagione consecutiva tutte le 16 gare della stagione regolare come titolare, venendo inserito nel Second-team All-Pro dall'Associated Press. L'anno seguente fu convocato per il secondo Pro Bowl in carriera e inserito nel Second-team All-Pro. Nel 2015 fu convocato per il secondo Pro Bowl consecutivo ed inserito nel Second-team All-Pro. Il 3 settembre 2016 fu svincolato.

### Chicago Bears
Il giorno successivo, Sitton firmò coi Chicago Bears un contratto triennale del valore di 21,7 milioni di dollari. Nella prima stagione in Illinois fu convocato per il suo quarto Pro Bowl al posto dell'infortunato T.J. Lang.

### Miami Dolphins
Il 15 marzo 2018 Sitton firmò un contratto biennale del valore di 18 milioni di dollari con i Miami Dolphins.

## Palmarès

### Franchigia
- Super Bowl : 1

Green Bay Packers: Super Bowl XLV
- National Football Conference Championship: 1

Green Bay Packers: 2010

### Individuale
- Convocazioni al Pro Bowl: 4

2012, 2014, 2015, 2016
- Second-team All-Pro: 3

2013, 2014, 2015
- Offensive lineman dell'anno:1

2010